# Choice of Weapon
Choice of Weapon è il nono album discografico in studio del gruppo musicale inglese The Cult, pubblicato nel 2012.

## Tracce
Tutti i brani sono stati composti da Ian Astbury e Billy Duffy.
1. Honey from a Knife - 3:06
2. Elemental Light - 4:45
3. The Wolf - 3:33
4. Life>Death - 5:32
5. For the Animals - 4:28
6. Amnesia - 3:02
7. Wilderness Now - 4:33
8. Lucifer - 4:40
9. A Pale Horse - 3:14
10. This Night in the City Forever - 4:45
11. Every Man And Woman Is A Star (Bonus Track) - 3:26
12. Embers (Bonus Track) - 5:01
13. Until The Light Takes Us (Bonus Track) - 4:19
14. Siberia (Bonus Track) - 3:36

## Formazione
- Ian Astbury – voce
- Billy Duffy – chitarre, cori
- Chris Wyse – basso
- John Tempesta – batteria

Collaboratori
- Jamie Edwards – tastiere, archi
- Chris Goss – chitarre, cori
- A.J. Celi – cori